# 亚历克斯·帕迪利亚
亚历杭德罗·“亚历克斯”·帕迪利亚（英語：Alejandro "Alex" Padilla，/pəˈdiːə/ pə-DEE-ə；1973年3月22日—）是美国民主党籍政治人物，目前担任加利福尼亚州资深联邦参议员。他于2021年起担任联邦参议员。帕迪利亚曾于2015年至2021年担任加利福尼亚州第30任州务卿，并曾任加利福尼亚州参议院和洛杉矶市议会议员。
在时任联邦参议员賀錦麗当选美国副总统后，州长加文·纽森任命帕迪利亚填补其空缺。哈里斯作为新当选的副总统兼参议院议长，于2021年1月20日主持了帕迪利亚宣誓就职仪式。在2022年11月举行的常规及特别选举中，帕迪利亚在赢得哈里斯剩余任期的同时还赢得了六年完整任期，他在这两场选举中均击败共和党候选人马克·穆瑟。在黛安娜·范斯坦于2023年9月29日逝世后，帕迪利亚成为该州资深联邦参议员。

## 早年生活及教育
亚历克斯·帕迪利亚是桑托斯和卢佩·帕迪利亚的三个孩子之一，他们分别移民自墨西哥哈利斯科州和奇瓦瓦州，后来在帕迪利亚的出生地洛杉矶相逢并结婚。他在洛杉矶的帕科伊马长大，毕业于圣费尔南多谷东北部的圣费尔南多高中。他于1994年获得麻省理工学院机械工程学位，后于1995年从Coro组织的南加州项目毕业。

## 早年职业生涯

### 洛杉矶
帕迪利亚在毕业后搬回帕科伊马，曾短暂担任休斯飞机公司工程师，负责编写卫星系统软件。
帕迪利亚曾担任麻省理工学院董事会成员和全国拉丁裔民选及委任官员协会主席，有6,000多名拉丁裔美国官员为该协会会员。自2005年起，他一直担任美国糖尿病协会洛杉矶领导委员会主席。
帕迪利亚于1995年以民主党人的身份开始从政，部分原因是他对1994年加州187号提案的回应，该提案规定非法移民不得享受包括公共教育在内的所有非紧急公共服务。这一提案被批评为本土主义者对合法及非法拉丁裔移民的强烈反对。帕迪利亚的第一份职业是担任联邦参议员黛安娜·范斯坦的私人助理。随后他于1996年担任州众议员托尼·卡德纳斯的竞选经理，于1997年担任州众议员吉尔·塞迪略的竞选经理，于1998年担任州参议员理查德·阿拉孔的竞选经理。这三位都是民主党人，且最终都赢得了选举。

### 洛杉矶市议会

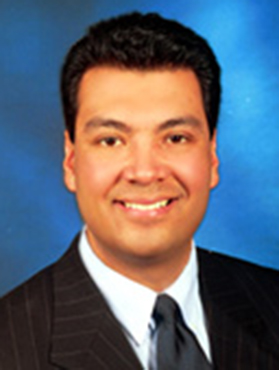
2000年担任洛杉矶市议员的帕迪利亚

1999年7月1日，26岁的帕迪利亚宣誓就任洛杉矶市议员。两年后，他的同事选举他为市议会主席。帕迪利亚击败了现任议员露丝·加兰特，成为洛杉矶市议会第一位拉丁裔且最年轻的主席。2001年9月13日，即九一一事件发生两天后，帕迪利亚在洛杉矶市长詹姆斯·K·哈恩外出期间担任代理市长数日。根据《洛杉矶时报》的说法，帕迪利亚代理市长一职提升了他的“政治声望”。
在担任市议会主席期间，帕迪利亚还当选为加州城市联盟主席，是第一位担任该职务的拉丁裔人士。

### 加利福尼亚州参议院
帕迪利亚从洛杉矶市议会主席的职位上退休后，于2006年击败自由意志党候选人帕梅拉·布朗后当选州参议员。2010年，他以近70%的得票率击败共和党候选人凯瑟琳·埃文斯后连任。帕迪利亚曾担任拨款委员会、商业和职业及经济发展委员会、政府组织委员会、劳工和产业关系委员会成员，并担任科学、创新和公共政策特别委员会主席。他在连任两届后于2014年11月30日离任。
2012年8月，帕迪利亚入选《旧金山纪事报》评选出的20位拉丁裔政治新星，理由是他在全国拉丁裔民选及委任官员协会中发挥的作用。
2014年9月，帕迪利亚推动了后来名为67号提案的塑料袋禁令提案。该提案在2016年11月8日帕迪利亚担任州务卿时进行了全民公决，支持禁用塑料袋的选项获得了53%的选票。此外帕迪利亚还起草了一项要求部分餐馆在菜单上披露食物热量信息的法案，最终该提案在2008年通过。

## 第三十任加州州务卿（2015年–2021年）

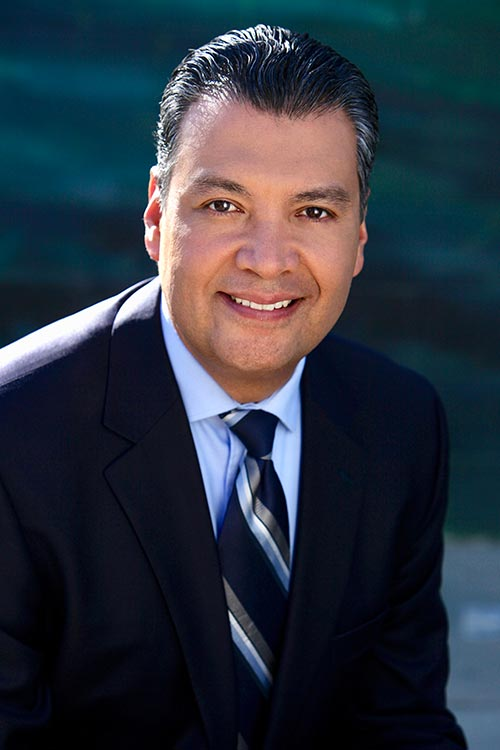
州务卿官方肖像

2013年4月11日，帕迪利亚宣布有意参加2014年加州州务卿选举，接替因任期限制而无法连任的现任州务卿黛布拉·鲍文。预计他将与民主党同僚余胤良展开党内竞争，但余胤良因敲诈勒索重罪被捕而放弃竞选。帕迪利亚于2014年11月4日的选举中以53.6%的得票率击败共和党人皮特·彼得森，随后他于2015年1月5日恰逢杰里·布朗的第四任期开始时正式宣誓就职。
2017年6月29日，唐纳德·特朗普总统于5月11日成立的总统选举诚信咨询委员会要求各州提供2006年以来的选民登记数据，不过帕迪利亚表示加州将抗命。
2018年11月6日，帕迪利亚以64.5%的得票率击败共和党人马克·P·穆瑟后再次当选。
2020年10月16日，帕迪利亚卷入了州政府与加州共和党之间的争端，因为该党在加州竞争激烈选区的教堂和枪支店等特定地点设置了供选民提交选票的非官方投票箱。帕迪利亚下令制止，他认为这些投票箱非法且无法确保选举安全。当地共和党领导层拒绝遵守该命令，并表示这些选票箱是近期民主党立法（缺乏保管链要求）允许的一种合法选票收集形式，是一种提高投票率的方法。鉴于民主党在2018年美国大选中广泛进行上门收集选票，一些人指责其虚伪。加州共和党随后同意了一套收集程序，并表示某位志愿者因错误地在投票箱上贴上“官方”标识导致了政治僵局。帕迪利亚办公室表示仍在调查选票是否得到正确处理，并指出“政治操作员或竞选志愿者的无能或违法行为”仍可能导致“严重的法律后果”。

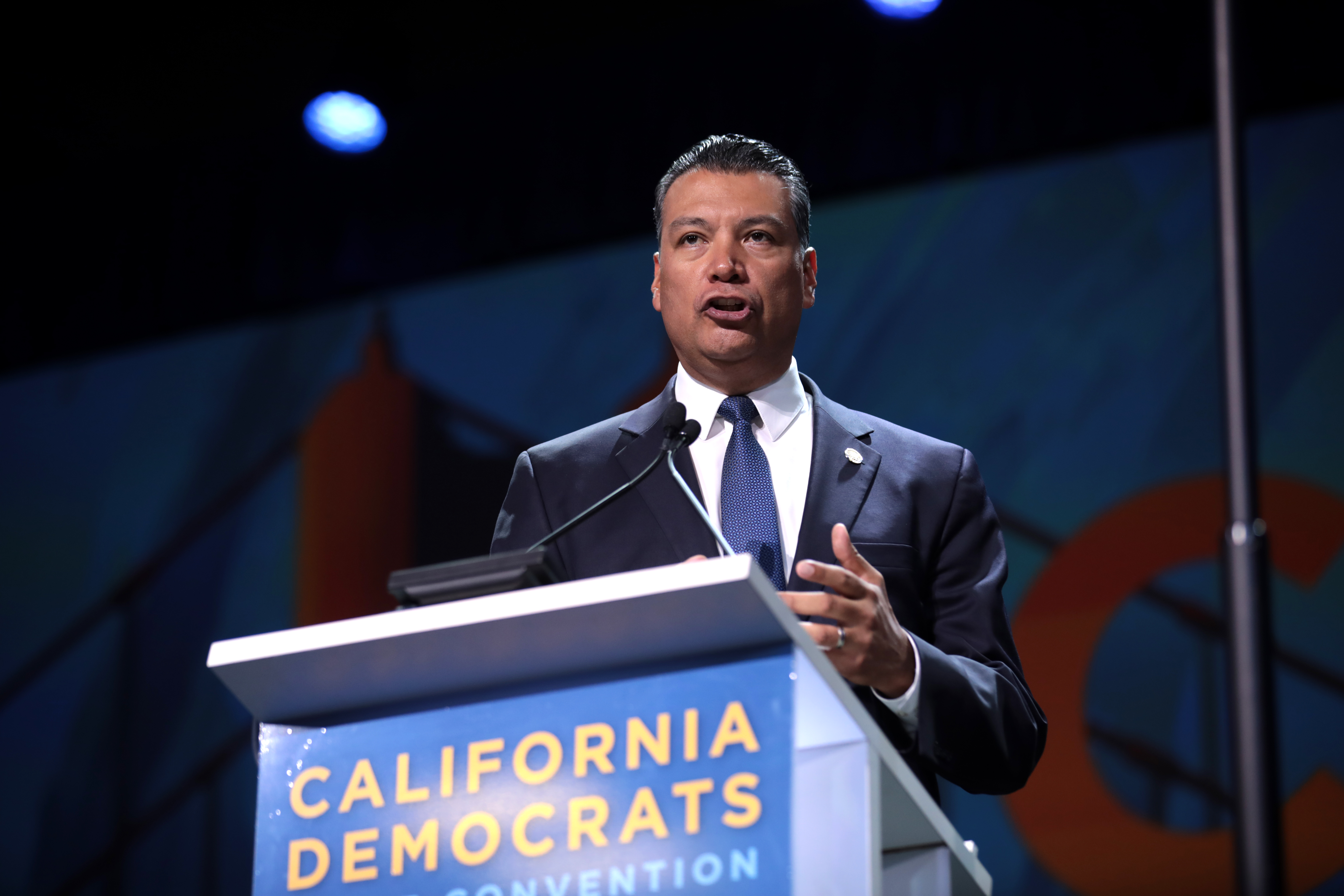
帕迪利亚在2019年加州民主党州大会上与参会者交谈

2020年初，帕迪利亚宣布与党派公共关系公司SKDK（当时名为“SKDKnickerbocker”）签订了一项价值3500万美元的无招标合同，用于全州范围的选民教育广告宣传活动，名为“安全投票加州”（Vote Safe California）。然而，加州审计长余淑婷以帕迪利亚办公室没有权限使用分配给县政府的联邦资金为由阻止了这笔资金的使用。尽管如此，宣传活动仍然继续进行。该组织自称是“拜登阵营”的一员。尽管该组织与民主党有联系且曾为在加州竞选的民主党政治人物提供过服务，但仍在所谓的“紧急权力”下获得了无招标合同，这一做法引发了两党一致批评。霍华德·贾维斯纳税人协会持续对该协会发起诉讼，认为这一合同违反了公平竞争规则，并认为将联邦选举资金挪作地方选举运营使用的行为涉嫌违法。加利福尼亚州州长纽森于2021年2月签署了法案，将利用州政府资金对SKDK进行补偿。
在帕迪利亚获任美国联邦参议员后，纽森任命州众议员雪莉·韦伯接替他的职位。

## 联邦参议员（2021年至今）

### 任命
2020年8月，民主党总统候选人乔·拜登选择加州联邦参议员卡玛拉·哈里斯为副总统候选人。拜登当选后，帕迪利亚被提及为哈里斯可能的参议院接班人。州长纽森有权任命哈里斯的继任者。2020年12月，纽森宣布他将任命帕迪利亚填补空缺，使其成为加州历史上首位拉丁裔联邦参议员，也是自1993年阿兰·克兰斯顿退休以来加州首位男性联邦参议员。在猜测纽森的任命人选时，加州资深参议员黛安娜·范斯坦表示支持帕迪利亚。纽森任命州议员雪莉·韦伯接替帕迪利亚的加州州务卿职位。
加州的拉丁裔人口占40%，大多数拉丁裔人士支持对帕迪利亚的任命，但一些黑人领袖则批评此举，他们希望由另一位黑人女性接替哈里斯。旧金山市市长伦敦·布里德称帕迪利亚的任命是“对非裔美国人社区的真正打击”。

### 选举

#### 2022年
帕迪利亚宣布他将在2022年寻求连任。他出现在两张选票上，其中一张是决定他能否完成哈里斯第117届国会剩余任期而举行的特别选举，另一张则是决定其是否能赢得（自第118届国会起）新任期的常规选举。他因州长任命而获得的任期将在2024年11月结束，此后直到来年1月3日新国会开幕前的任期将由特别选举决定，而1月3日之后的六年任期将由常规选举决定。

### 任内

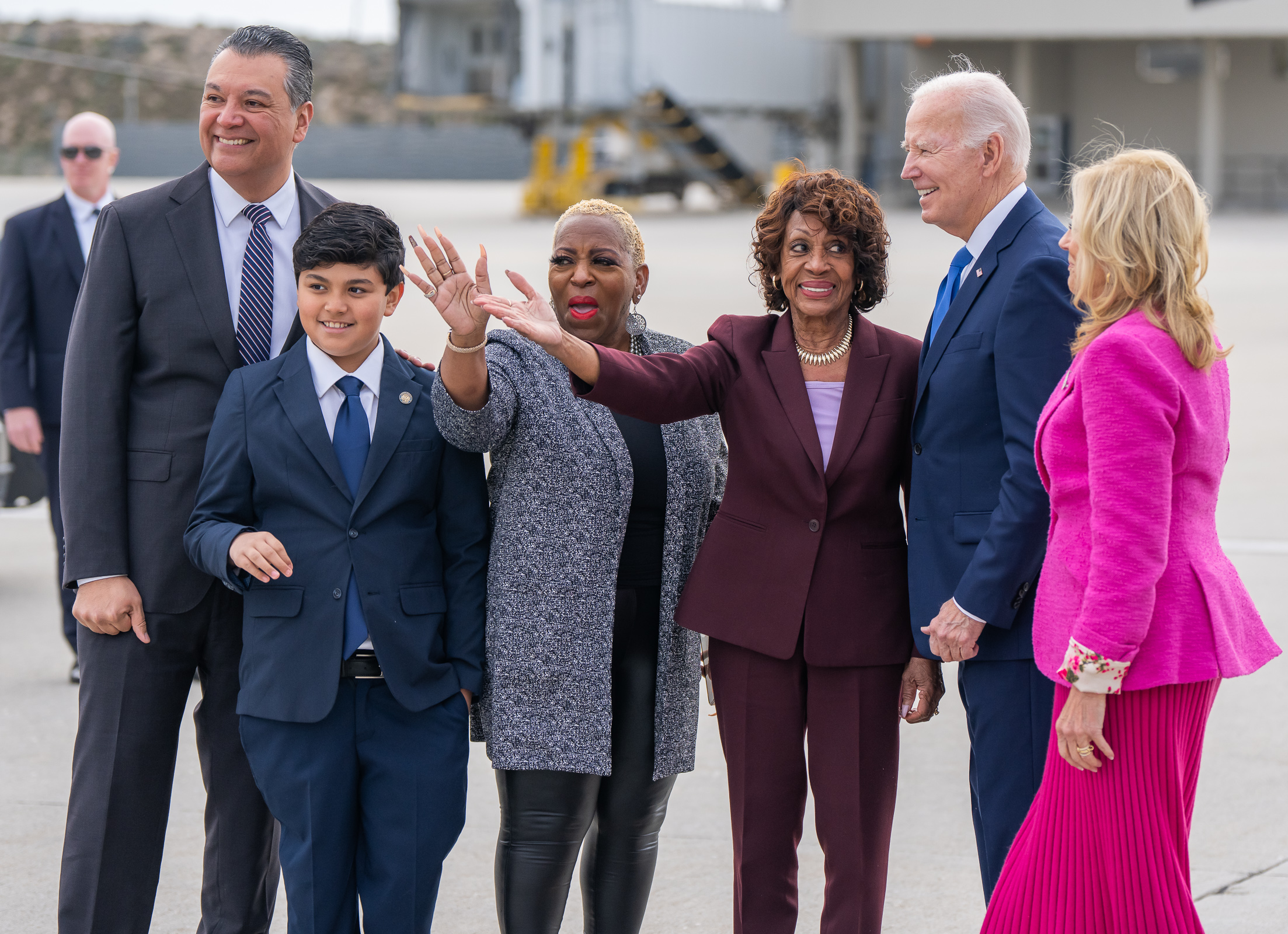
2024年2月帕迪利亚与瑪克辛·沃特斯、乔·拜登以及吉尔·拜登

2021年1月20日，帕迪利亚在他的前任及现任副总统卡玛拉·哈里斯的主持下宣誓成为第117届国会联邦参议员，成为首位代表加州进入美国参议院的拉丁裔人士。他在哈里斯就任副总统的第一天宣誓就职，与他同时宣誓就职的还有佐治亚州新任联邦参议员乔恩·奥索夫以及拉斐尔·沃诺克。帕迪利亚接替哈里斯完成其剩余两年任期。随后他向联邦选举委员会提交了所需文件，申请参加2022年完整任期和剩余任期选举，并最终在2022年11月获胜。
在任职期间，帕迪利亚提出立法，增加对加州各类公共土地的法律保护，包括圣盖博山脉、洛斯帕德里斯国家森林和卡里佐平原国家保护区的部分区域。帕迪利亚还提出立法，帮助沿海社区应对海平面上升和极端天气带来的洪水和侵蚀问题，以应对海岸线的变化。
截至2023年底，帕迪利亚的投票与拜登立场100%一致。
2025年6月12日，帕迪利亚在洛杉矶威尔希尔联邦大楼等待与格雷戈里·吉约上将的简报会。由于国土安全部长克里斯蒂·诺姆在邻近房间就ICE执法引发的洛杉矶抗议召开记者会，简报被推迟。帕迪利亚请求参加发布会，并被安排坐在媒体记者与摄像机后方。数分钟后，诺姆在发言中指责加州州政府，并表示特朗普政府将“解放这座城市，摆脱市长和州长对国家施加的社会主义与沉重负担”。此时，帕迪利亚走向讲台，说道：“部长女士，我想知道你为何总是夸大其词”，随即被特勤局特工强行带离。他在被拖出会场、进入走廊途中大声喊道：“我是参议员亚历克斯·帕迪利亚，我有问题要问部长。”几名特工将他按倒在地，FBI警察将其戴上手铐。他只被短暂拘留，随后在大楼外对记者表示，他和司法委员会下属小组多次要求国土安全部回应其“日益激进的移民执法行为”，却始终未获答复。诺姆事后表示，她与帕迪利亚有过一次“很棒”的对话，但他当时的做法“我认为非常不合适”。

## 政治立场
《华尔街日报》称帕迪利亚在州参议院时“以亲商的温和派形象著称”。FiveThirtyEight则将他定义为技术官僚，不属于党内进步派或温和派。美国保守联盟在2012年给帕迪利亚打了0%的评分。2021年1月18日，帕迪利亚发布声明支持绿色新政与全民医保等进步主义政策。

### 堕胎
帕迪利亚支持堕胎权，并在2018年表示堕胎权“不可谈判”。他于2008年提出SB1770法案，要求和平警察标准培训委员会制定处理“反生育权犯罪”案件的相关指南。在2018年赢得州务卿初选后，他获得了美国堕胎权组织NARAL的支持。
2022年6月罗诉韦德案被推翻时，帕迪利亚谴责了这一裁决。

### LGBTQIA+权利
支持跨性别权利的团体最初支持帕迪利亚，但在他投票支持禁止为军人家庭儿童提供 性别肯定医疗后遭到了批评。

### 气候与环境
帕迪利亚支持气候行动，并在2021年10月的预算讨论中表示：“气候问题在本次或任何预算中都不能成为削减的对象。”他支持绿色新政并称其“提供了一个千载难逢的机会”。帕迪利亚在2021年获得了环保选民联盟的100%评分。

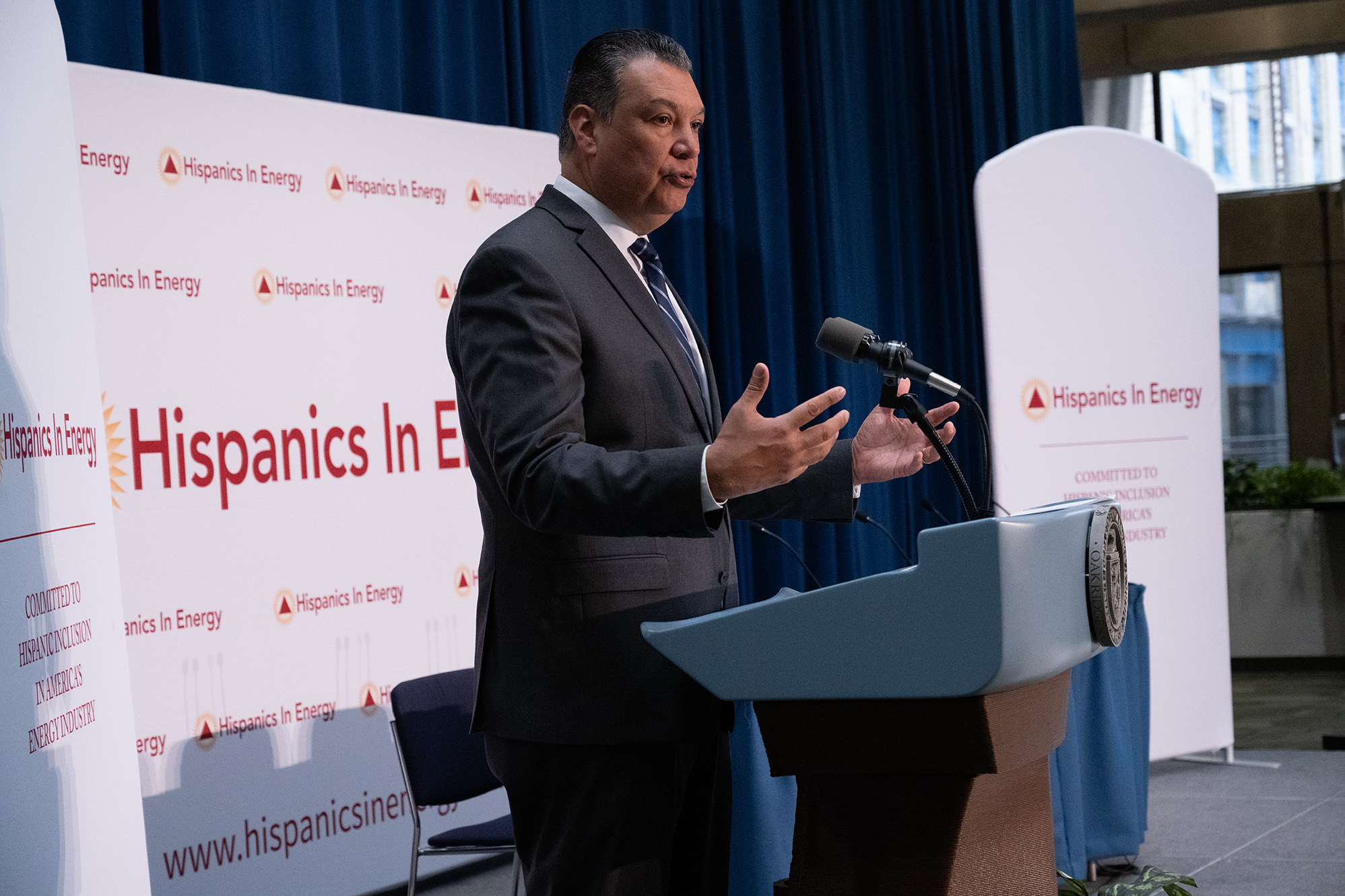
帕迪利亚在2024年2月于能源部举办的“能源领域西裔峰会”上发表讲话

### 阻挠议事
帕迪利亚支持结束参议院的阻挠议事制度。

### 移民
帕迪利亚支持移民权利。2021年1月15日，他表示支持由众议员华金·卡斯特罗提出的立法，该立法旨在加快无证移民中从事关键工作者的公民身份申请程序，并称他们的付出应该让他们“得到稳定的生活。”

### 投票权
帕迪利亚因致力于扩大投票权而闻名。当他于2021年被任命为联邦参议员时，纽森称他为“投票权的全国捍卫者”。

### 波多黎各政治地位
2023年11月，帕迪利亚在参议院提出立法，授权举行具有约束力的联邦公投，旨在解决波多黎各的政治地位问题。这项立法详细说明了波多黎各摆脱领地地位的过渡与实施，包括建州、独立或与美国组成自由联系的主权状态。

### 监视
帕迪利亚投票支持重新授权《外国情报监视法》。

## 个人生活
帕迪利亚于2012年与安吉拉·蒙松结婚，他们育有三个儿子，现居住在圣费尔南多谷的波特牧场社区。2015年底至2016年初，艾莉索峡谷天然气泄漏事故迫使帕迪利亚一家离开家园。

## 选举历史
| 年份   | 职位                   | 政党 | 政党   | 初选      | 初选   | 初选 | 决选      | 决选   | 决选    | 决选 | 选举结果 | 政党轮替 | 政党轮替 | 参考文献 |
| 年份   | 职位                   | 政党 | 政党   | 总计      | %      | 位次 | 总计      | %      | ±%      | 位次 | 选举结果 | 政党轮替 | 政党轮替 | 参考文献 |
| ------ | ---------------------- | ---- | ------ | --------- | ------ | ---- | --------- | ------ | ------- | ---- | -------- | -------- | -------- | -------- |
| 1999年 | 洛杉矶市议会           |      | 无党籍 | 6,932     | 47.9%  | 第一 | 9,188     | 66.8%  | N/A     | 第一 | 赢       |          | N/A      | [ 87 ]   |
| 2001年 | 洛杉矶市议会           |      | 无党籍 | 18,593    | 100.0% | 第一 | N/A       | N/A    | N/A     | N/A  | 赢       |          | N/A      | [ 88 ]   |
| 2005年 | 洛杉矶市议会           |      | 无党籍 | 13,482    | 100.0% | 第一 | N/A       | N/A    | N/A     | N/A  | 赢       |          | N/A      | [ 89 ]   |
| 2006年 | 加州参议员             |      | 民主党 | 24,303    | 55.8%  | 第一 | 84,459    | 74.85% | –25.15% | 第一 | 赢       |          | 维持     | [ 90 ]   |
| 2010年 | 加州参议员             |      | 民主党 | 26,431    | 100.0% | 第一 | 94,356    | 68.34% | –6.51%  | 第一 | 赢       |          | 维持     | [ 91 ]   |
| 2014年 | 州务卿                 |      | 民主党 | 1,217,371 | 30.24% | 第一 | 3,799,711 | 53.63% | +0.45%  | 第一 | 赢       |          | 维持     | [ 92 ]   |
| 2018年 | 州务卿                 |      | 民主党 | 3,475,643 | 52.56% | 第一 | 7,909,521 | 64.45% | +10.82% | 第一 | 赢       |          | 维持     | [ 93 ]   |
| 2022年 | 联邦参议员（剩余任期） |      | 民主党 | 3,740,582 | 54.98% | 第一 | 6,559,303 | 60.89% | N/A     | 第一 | 赢       |          | 维持     | [ 94 ]   |
| 2022年 | 联邦参议员（完整任期） |      | 民主党 | 3,725,544 | 54.12% | 第一 | 6,621,616 | 61.06% | N/A     | 第一 | 赢       |          | 维持     | [ 94 ]   |
|        |                        |      |        |           |        |      |           |        |         |      |          |          |          |          |